# Władysław Moes

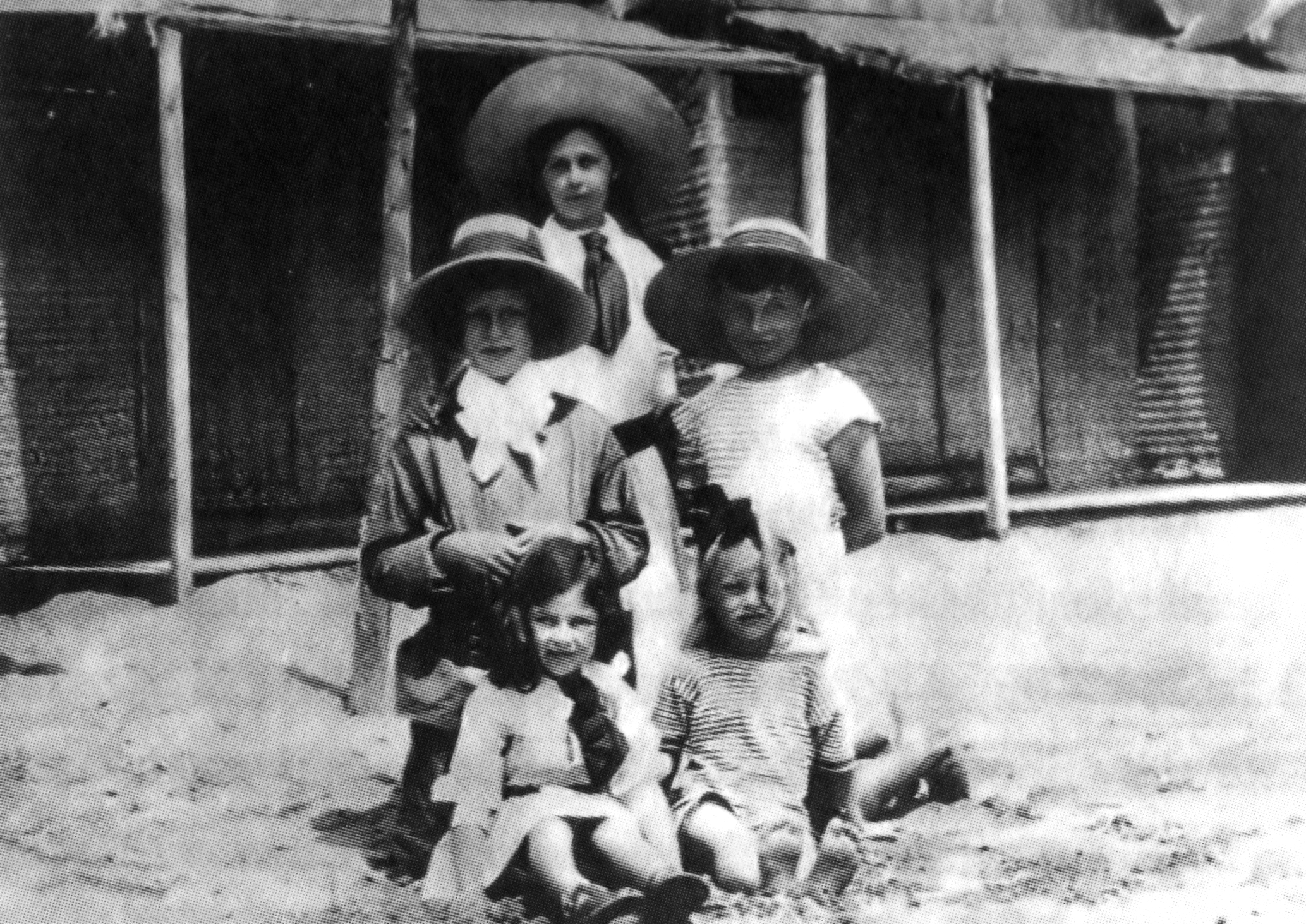
Moes en el Lido de Venecia con los hermanos de su amigo Jan Fudakowski en 1911

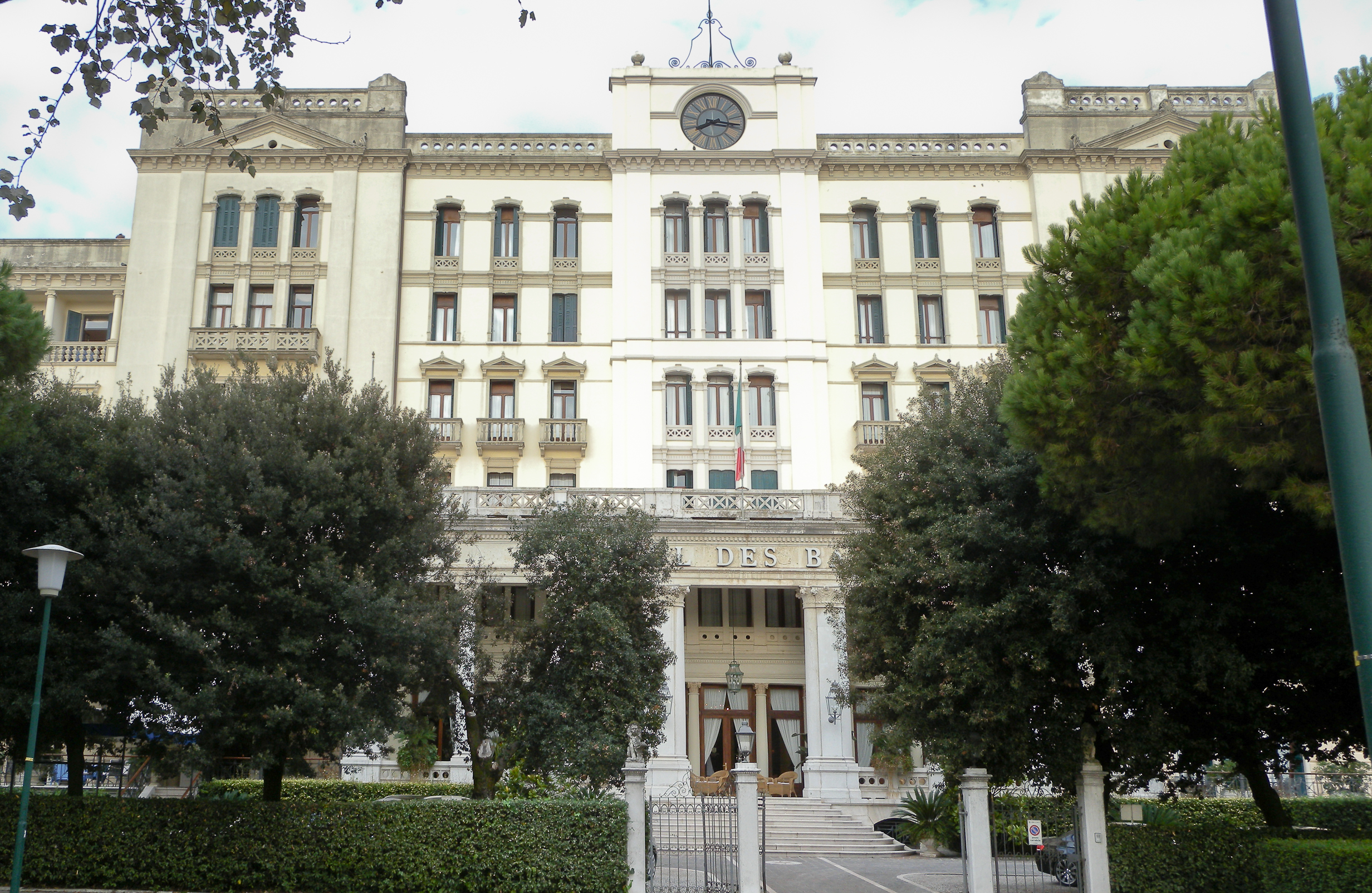
Hotel des Bains del Lido

Władysław Gerard Jan Nepomuk Marya Moes (17 de noviembre de 1900 – 17 de diciembre de 1986) fue un aristócrata polaco posiblemente inspirador del personaje Tadzio en la novela de Thomas Mann, La muerte en Venecia.

## Biografía
Władysław Moes nació en el palacio paterno cerca de Wierbka, al sur de Polonia. Quinto de los seis hijos de Aleksander Juliusz Moes (1856–1928), terrateniente, industrial y filántropo, casado con la condesa Janina Miączyńska (1869–1946), y nieto del industrial Christian August Moes (1810–1872).
En mayo de 1911, por consejo médico fue de vacaciones al Lido de Venecia, en compañía de sus hermanas y de su amigo Jan Fudakowski, hospedándose en el Grand Hotel des Bains, donde coincidió con el escritor alemán Thomas Mann, quien se inspiró en él para crear el personaje de Tadzio en su novela La muerte en Venecia, publicada al año siguiente. El encuentro es mencionado por su esposa Katia Mann
Moes estudió en el Saint Stanislaus Kostka de Varsovia y en 1920 fue alistado en la guerra contra Rusia. Luego administró los campos heredados de su padre. En 1935 se casó con Anna Belina-Brzozowska (1911–1978), con quien tuvo a sus hijos Aleksander (1936–1955) y Maria (1946).
En 1939, fue prisionero de los alemanes y en 1945 sus propiedades expropiadas por el régimen comunista. Se ganó la vida como traductor en la Embajada de Irán en Varsovia.
En 1964, concedió una entrevista a Andrzej Dołegowski, el traductor de Mann al polaco, publicada en el semanario alemán Twen en 1965 donde afirmó ser el inspirador del personaje de Tadzio.
Moes fue encarnado en la película Muerte en Venecia de Luchino Visconti por el sueco Björn Andrésen.
Moes y su amigo Jan Fudakowski se reencontraron sesenta años después gracias a la película de Visconti. Murió en Francia, donde vivía con su hija.

## Literatura
- Gilbert Adair: The Real Tadzio: Thomas Mann's 'Death in Venice' and the Boy Who Inspired It. 2001. Carroll & Graf.[10]
- Artículo en inglés